# Louis Antoine Vast Vite Goguet
Pour les articles homonymes, voir Goguet.
Louis Antoine Vast Vite Goguet, né le 6 février 1764 à Épénancourt, mort le 9 août 1821 à Épénancourt (Somme), est un général français.

## États de service
Louis Antoine Vast Vite Goguet est le fils d'Antoine Alexandre Goguet, maire d'Épénancourt, et de Bathilde Francière. Il entre en service le 3 septembre 1780, dans le régiment de dragons de la Reine, et il passe le 5 octobre 1782, en qualité de fusilier dans le corps royal de la marine. Il est en garnison à Brest jusqu’au 5 septembre 1785, époque où il obtient son congé.
Le 1er septembre 1789, il s’engage dans le Régiment Royal-Hesse-Darmstadt, et il obtient son congé absolu le 2 août 1791.
Le 31 décembre 1792, il entre comme chef de bataillon dans le 3e bataillon Liégeois, avec lequel, il fait les campagnes de 1793 à l’an III à l’armée du Nord. Le 11 germinal an IV (31 mars 1796), il passe avec son grade dans la 101e demi-brigade de ligne, devenu 84e puis 25e demi-brigade d’infanterie de ligne. Il participe aux campagnes d’Italie et d’Helvétie. 
En l’an VI, il rejoint l’armée d’Orient, et il se distingue lors du siège de Saint-Jean-d’Acre. Il est nommé colonel provisoire par le général Kleber le 16 vendémiaire an VIII (8 octobre 1799), à la 22e demi-brigade d’infanterie légère. 
De retour en France, il est confirmé dans son garde par arrêté des consuls le 15 germinal an X (5 avril 1802). Il est fait chevalier de la Légion d’honneur le 19 frimaire an XII (11 décembre 1803), officier de l’ordre le 25 prairial suivant (14 juin 1804), et il est désigné pour faire partie du collège électoral du département de la Somme. 
En l’an XIII et an XIV, il participe aux campagnes en Italie, puis de 1806 à 1811 à l’armée de Naples  et dans les Calabres. Il est fait commandeur de l’Ordre royal des Deux-Siciles le 24 février 1808.
Il est promu général de brigade le 6 août 1811, et il est envoyé au camp de Bayonne fin 1811. En 1812, il passe à l’armée d’Espagne, et le 8 juin 1813, il est désigné pour faire partie du corps d’observation sous Mayence. En juillet 1813, il fait la campagne de Saxe, à la tête de la 1re brigade de la 45e division d’infanterie du 14e corps d’armée. Il est fait prisonnier de guerre le 11 novembre 1813, lors de la capitulation de Dresde, et il ne rentre en France que le 29 juin 1814.
Il est admis à la retraite le 6 octobre 1815.
Il meurt le 9 août 1821 à Épénancourt.

## Sources
- Ressource relative à la vie publique :   - base Léonore
- (en) « Generals Who Served in the French Army during the Period 1789 - 1814: Eberle to Exelmans »
- Thierry Pouliquen, « Les généraux français et étrangers ayant servis [sic] dans la Grande Armée » (consulté le 18 décembre 2013)
- « Cote LH/1164/17 », base Léonore, ministère français de la Culture
- A. Lievyns, Jean-Maurice Verdot et Pierre Bégat, Fastes de la Légion-d'honneur, biographie de tous les décorés accompagnée de l'histoire législative et réglementaire de l'ordre, tome 3, Bureau de l’administration, 1847, 529 p. (lire en ligne), p. 186.
- Docteur Robinet, Jean-François Eugène et J. Le Chapelain, Dictionnaire historique et biographique de la révolution et de l'empire, 1789-1815, volume 2, Librairie Historique de la révolution et de l’empire, 886 p. (lire en ligne), p. 70.
- (pl) « Napoléon.org.pl »
- Ressource relative à la vie publique :   - base Léonore